# Michael Fink
Michael Fink (ur. 1 lutego 1982 w Waiblingen) – niemiecki piłkarz występujący na pozycji obrońcy w klubie SV Waldhof Mannheim, w którym jest również asystentem trenera.